# Анте Младинић
Анте Младинић (Сплит, 1. октобар 1929 — Загреб, 13. јун 2002) био је југословенски фудбалер и фудбалски тренер. Познат под надимком „Биће”.

## Биографија
Као фудбалер је играо 136 пута за Хајдук и постигао 43 гола од 1947. до 1956. године. После тога је играо две године за Сплит.
Након завршетка фудбалске каријере, био је тренер Хајдукове јуниорске школе до 1968. године. После тога, био је тренер југословенског омладинског тима и сениорске репрезентације на ЕП 1976. у Београду. Од 1977. до 1978. био је тренер Партизана из Београда, затим годину као помоћник тренера Хајдука, а затим од 1980. до 1982. и главни тренер Хајдука. Касније је био и тренер омладинске школе у Бордоу, Француској и НК Загребу. Умро је 11. јуна 2002. у Загребу.

## Трофеји (као играч)

### Хајдук Сплит
- Првенство Југославије (3) : 1950, 1952, 1954/55.

## Трофеји (као тренер)

### Партизан
- Првенство Југославије (1) : 1977/78.
- Митропа куп (1) : 1978.